# Jacob von Döhren
Jacob von Döhren, Pseudonym: Hans Plattversius, (* 1746 in Hamburg; † 11. Januar 1800 ebenda) war ein deutscher Silhouettenschneider, Illustrator und Schriftsteller.

## Leben
Jacob von Döhren war ein Sohn von Otto van Döhren. Sein Vater galt in Hamburg als renommierter Zuckerbäcker. Nach einer kaufmännischen Ausbildung arbeitete er für die Firma Sieveking & Partner, für die er wahrscheinlich mit Zucker handelte. Spätestens ab 1788 übernahm er Agententätigkeiten für das Haus Hessen-Kassel.
Jacob von Döhren heiratete 1773 Katharina Dorothea Kneese, die 1775 starb. Drei Jahre später ehelichte er Margaretha Muhl, mit der er drei Töchter hatte. Er hatte eine Enkeltochter namens Amanda Böhme, die 1835 Johann Hinrich Wicherns heiratete.

## Werke

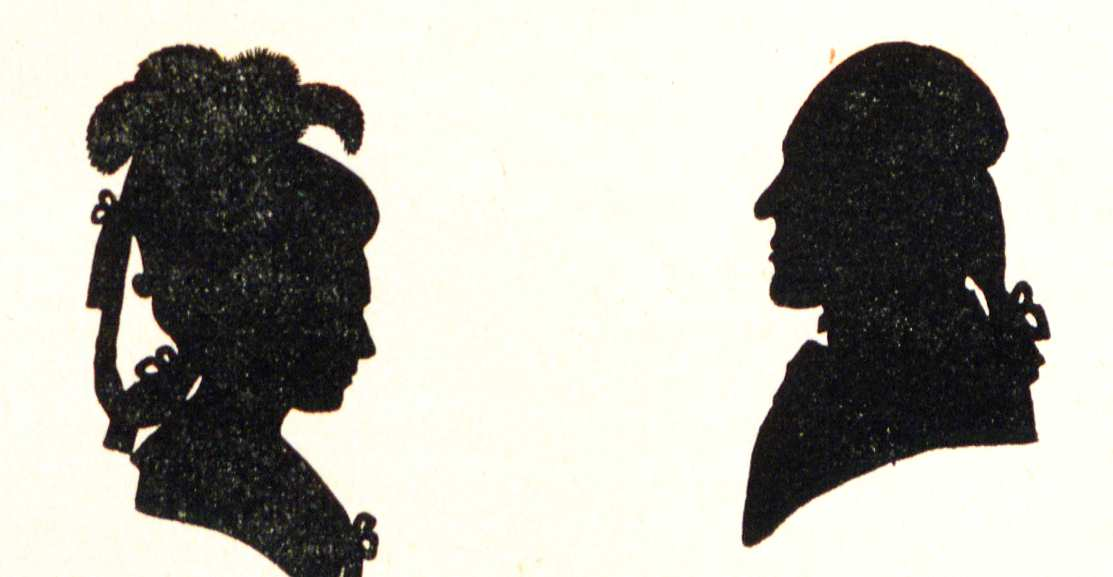
Elisabeth und Benjamin Gottlob Hoffmann (1785)

Neben der beruflichen Tätigkeit arbeitete von Döhren als Künstler und Schriftsteller. Ab 1777 gab er unter dem Titel „Icones Plantarum“ Hefte heraus, die jeweils 25 illustrierte botanische Tafeln enthielten. Er versuchte, dieses Verfahren zu optimieren und verwendete hierfür eine Kupferdruckpresse, unter die er getrocknete und schwarz gefärbte Pflanzen legte. Somit konnte er bis zu 100 Kopien erstaunlich gute Kopien erstellen. Da derartige Illustrationen nur wenige Käufer fanden, stellte von Döhren weitere Versuche ein.
Stattdessen beschäftigte er sich mit Schattenrissen. Er erfand einen Silhouettierstuhl, der auf einer ursprünglich von Johann Caspar Lavater erfundenen Vorrichtung basierte und an nahezu jeder Sitzgelegenheit fixiert werden konnte. Diesen verkaufte er für den Privatgebrauch. Außerdem entwickelte er ein Verfahren zur Vervielfältigung eigener und bereits existierender Silhouetten, für das er aufgeraute, geschwärzte Platten aus Messing und Zink verwendete, die auf Papier gepresst wurden. Somit konnte er schnell und exakt zahlreiche Kopien erstellen, die er gewinnbringend verkaufte.
Von Döhren hatte gute Kontakte zu Hamburger Kaufleuten und Mitgliedern des schleswig-holsteinischen Adels, die es ihm ermöglichten, in einem kurzen Zeitraum zahlreiche Porträts zu erstellen. Frauen bildete er dabei oftmals mehrfach mit verschiedenem Kopfschmuck ab. Außerdem porträtierte er viele Persönlichkeiten, die sich zu Gast in Hamburg aufhielten. Von Döhren vollbrachte dabei keine eigenen nennenswerten künstlerischen Leistungen, erstellte jedoch eine Sammlung, deren Umfang im norddeutschen Raum einzigartig ist. Er hinterließ 700 Messingplatten, Probeschnitte und verkaufsfertige Werke. Diese übernahm zunächst Heinrich Wichern, der sie 1904 an Ascan Lutteroth weitergab. Dieser reichte sie an das Museum für Hamburgische Geschichte weiter, das bis heute über den Nachlass verfügt.
1778 verfasste von Döhren Silhouetten jetztlebender Gelehrten en Bou-Magie. Das Werk enthielt Porträts und Schriftenverzeichnisse von Johann Georg Büsch, Joachim Heinrich Campe, Carl Philipp Emanuel Bach, Friedrich Gottlieb Klopstock sowie Johannes Schmidlin. Es kann als die erste derartige Zusammenstellung verschiedener Silhouetten angesehen werden, die schnell von anderen Künstlern nachgeahmt wurde.
Um 1790 ging die Nachfrage nach Silhouetten deutlich zurück. Jacob von Döhren erstellte aus diesem Grund keine weiteren Porträts, sondern verfasste fortan wirtschaftswissenschaftliche Werke und zumeist in Plattdeutsch geschriebene Gedichte.